# マレーシア工科大学
マレーシア工科大学（まれーしあこうかだいがく、英語: University of Technology Malaysia、公用語表記: Universiti Teknologi Malaysia）は、ジョホール州ジョホールバルに本部を置くマレーシアの国立大学。1904年創立、1972年大学設置。大学の略称はUTM。

## 概要
マレーシアで最も古い理工系大学である。メインキャンパスはジョホールバル郊外のスクダイに、分校は首都のクアラルンプールに位置する。モットーはマレー語で「Kerana Tuhan Untuk Manusia」（「人類のために神の名の下に」の意味）。
2020年のQS世界大学ランキングでは、アジア46位、マレーシア国内で5位であった。また、2019年のTHE世界大学ランキングではアジア125位、マレーシア国内で4位であった
。

## 歴史
1904年にマレー連合州の鉄道、測量、公共事業に関する技術アシスタントを育成する目的でトリーチャー・テクニカルスクール（Treacher Technical School）として創立された。
1972年に、1971年大学法に基づき、国立工科大学（Institut Teknologi Kebangsaan）として設立された。1975年に現在の名称となった。

## 学部
- 土木工学部
- 機械工学部
- 電気工学部
- 化学エネルギー工学部
- コンピュータ学部
- 理学部
- 建築・測量学部
- 社会科学・人文科学部
- 経営学部
- ラザック技術情報学部

## 日本の学生交流協定校
- 東北大学
- 京都大学
- 大阪大学
- 神戸大学
- 奈良先端科学技術大学院大学
- 北陸先端科学技術大学院大学
- 九州大学
- 筑波大学
- 東京都立大学
- 東京農工大学
- 埼玉大学
- 金沢大学
- 静岡大学
- 名古屋工業大学
- 長岡技術科学大学
- 豊橋技術科学大学
- 広島大学
- 岡山大学
- 徳島大学
- 山口大学
- 九州工業大学
- 鹿児島大学
- 早稲田大学
- 慶應義塾大学
- 明治大学
- 成城大学
- 東洋大学
- 芝浦工業大学
- 東京都市大学
- 東京電機大学
- 大阪工業大学
- 立命館大学